# Звучна небна носова съгласна
Звучната небна носова съгласна е вид съгласен звук, използван в някои говорими езици. В Международната фонетична азбука той се отбелязва със символа ɲ. В българския това е звукът, обозначаван с „н“ пред съчетанията „ьо“, „я“ и „ю“.
Звучната ретрофлексна носова съгласна се използва в езици като испански (español, [e̞späˈɲol]), италиански (bagno, [ˈbäɲːo]), нидерландски (oranje, [oˈrɑɲə]), френски (hargneux, [arɲø]), чешки (kůň, [kuːɲ]).
В книжовния български звучната небна носова съгласна не се използва без йотация на следващата гласна, но звукът е често срещан в много от западните диалекти ([zavˈrɛɲ], [koˈpaɲɛ], [ˈsirɛɲɛ]).